# Diego Rivera; vida y obra
Diego Rivera; vida y obra è un documentario cortometraggio del 1986 diretto da Jorge Fons e basato sulla vita del pittore messicano Diego Rivera.